# Betty McGlown
Betty McGlown-Travis (født Betty McGlown 30. juni 1943 i Detroit, Michigan – 12. januar 2008 i Royal Oak, Michigan) var en soul-sanger fra USA. Hun var medlem af The Primettes, som senere blev kendt som The Supremes.
I 1959 var McGlown kæreste med Paul Williams, som sang i gruppen The Primes, som senere skulle blive til The Temptations. The Primettes blev dannet som et kvindeligt modstykke til The Primes. McGlown kom med i gruppen sammen med Florence Ballard, som havde sunget med Primes ved en par lejligheder. Ballard spurgte skoleveninden Mary Wilson, som igen fik Diana Ross med i gruppen.
Sammen med guitaristen Marv Tarplin prøvesang pigerne for Motown-direktør Berry Gordy, som var imponeret, men som dog syntes, at pigerne var for unge. Han bad dem komme tilbage, når de havde afsluttet high school. The Primettes fortsatte med at spille i klubber og mindre spillesteder, og de fire medlemmer skiftedes til at synge lead. The Primettes indspillede en single på Lupine Records, hvor McGlown sang kor for Mary Wilson på "Pretty Baby" og for Diana Ross på "Tears of Sorrow". Dette er de eneste kendte indspilninger med McGlown, som valgte at forlade The Primettes, da hun i en ung alder blev gift i 1960. Hun blev dermed ikke en del af Supremes-eventyret. 